# Rhamdia voulezi
Rhamdia voulezi es una especie de siluriforme heptatérido integrante del género de peces de agua dulce Rhamdia, cuyos miembros son denominados comúnmente bagres sapos o bagres negros. Habita en ambientes subtropicales del extremo nordeste del Cono Sur de Sudamérica.

## Taxonomía
El taxón -hoy específico- Rhamdia voulezi fue descrito originalmente en el año 1911 por el ictiólogo John Dietrich Haseman, pero en una categoría subespecífica dentro de Rhamdia branneri, es decir:  Rhamdia branneri voulezi.
Localidad tipo
La localidad tipo referida es: “Porto União da Vitória, río Iguazú, estado de Paraná, Brasil”.
Holotipo
El ejemplar holotipo designado es el catalogado como: 2854 (número de campo: 2179) hoy FMNH 54238, el cual midió 122 mm de largo total. Fue capturado el 27 de diciembre de 1908.
Paratipos
Los paratipos (2) fueron los catalogados como: 2855 a-b.
Etimología
Etimológicamente el término genérico Rhamdia deriva de uno de los nombres comunes con los que se conoce a las especies de este género en Brasil.
El epíteto específico voulezi es un epónimo que refiere al apellido de la persona a quien fue dedicada, Antonio Voulez, un francés que vivía en  Serrinha (Paraná) y que ayudó al descriptor de la especie en las jornadas de colecta.
Relaciones filogenéticas
En el año 1996, A. M. C. Silfvergrip pasó a Rhamdia voulezi a la sinonimia de Rhamdia quelen.
Posteriormente la especie es rehabilitada decisión que es confirmada en 2016 por los ictiólogos Júlio Cesar Garavello y Oscar Akio Shibatta.

## Distribución
Este bagre se distribuye principalmente en el sudeste del Brasil, en los estados de Paraná y Santa Catarina. También vive en aguas argentinas, en el nordeste de ese país, en el extremo norte de la región mesopotámica, en la parte septentrional de la provincia de Misiones.
Habita de manera endémica en la cuenca del río Iguazú superior. Este curso fluvial forma parte de la cuenca del río Alto Paraná, el que a su vez integra la cuenca del Plata.
Ecorregionalmente es exclusiva de la ecorregión de agua dulce Iguazú, la cual está limitada aguas abajo del río homónimo por las enormes cataratas del Iguazú las que, con sus 80 metros de altura, constituyen una pared infranqueable para la ictiofauna del río Alto Paraná (perteneciente a la ecorregión de agua dulce Paraná inferior), la cual habita hasta la base misma de las caídas.